# جامعه پسا-کار
در آینده پژوهی، علوم سیاسی، و ادبیات علمی-تخیلی، جامعه پسا-کاری یا جامعه پسا-شغلی (به انگلیسی:post-work society) جامعه‌ای است که در آن ماهیت کار به‌طور اساسی دگرگون شده‌است.
برخی از نظریه پردازان پسا-کاری ، اتوماسیون کامل همه مشاغل، یا حداقل تصاحب تمام وظایف یکنواخت و تکراری (در نتیجه نالایق برای انسان) توسط ماشین‌های ارزان‌تر، سریع تر، کارآمدتر، قابل اطمینان تر و دقیق تر را تصور می‌کنند. علاوه بر این، این ماشین‌ها برخلاف انسان‌ها از شرایط کاری شکایت ندارند و می‌توانند برای مدت طولانی بدون توقف کار کنند. نظریه‌های دیگر جامعه پسا-کاری بیشتر بر به چالش کشیدن اولویت وجدان کاری و بر جشن گرفتن فعالیت‌های غیر کاری تمرکز دارند.
پیشنهادهای عملی کوتاه مدت که با نظریه پس از کار مرتبط است شامل اجرای درآمد پایه جهانی و همچنین کاهش طول یک روز کاری و تعداد روزهای کاری هفته است. تمرکز بیشتر بر این که جامعه پس از کار چگونه به نظر می‌رسد توسط گزارش‌هایی مانند گزارش‌هایی انجام شده‌است که می‌گوید ۴۷٪ مشاغل در ایالات متحده می‌توانند خودکار شوند. به دلیل افزایش اتوماسیون و قیمت پایین نگهداری نیروی کار خودکار در مقایسه با نیروی کار وابسته به نیروی انسانی، همچنین پیشنهاد شده‌است که جوامع پسا-کاری نیز جوامعی پساکمیابی خواهند بود.

## ادبیات
- دانیل ساسکیند: جهان بدون کار: فناوری، اتوماسیون، و نحوه پاسخگویی ما، ۲۰۲۰،شابک ‎۹۷۸۱۲۵۰۱۷۳۵۱۵